# Ираклион

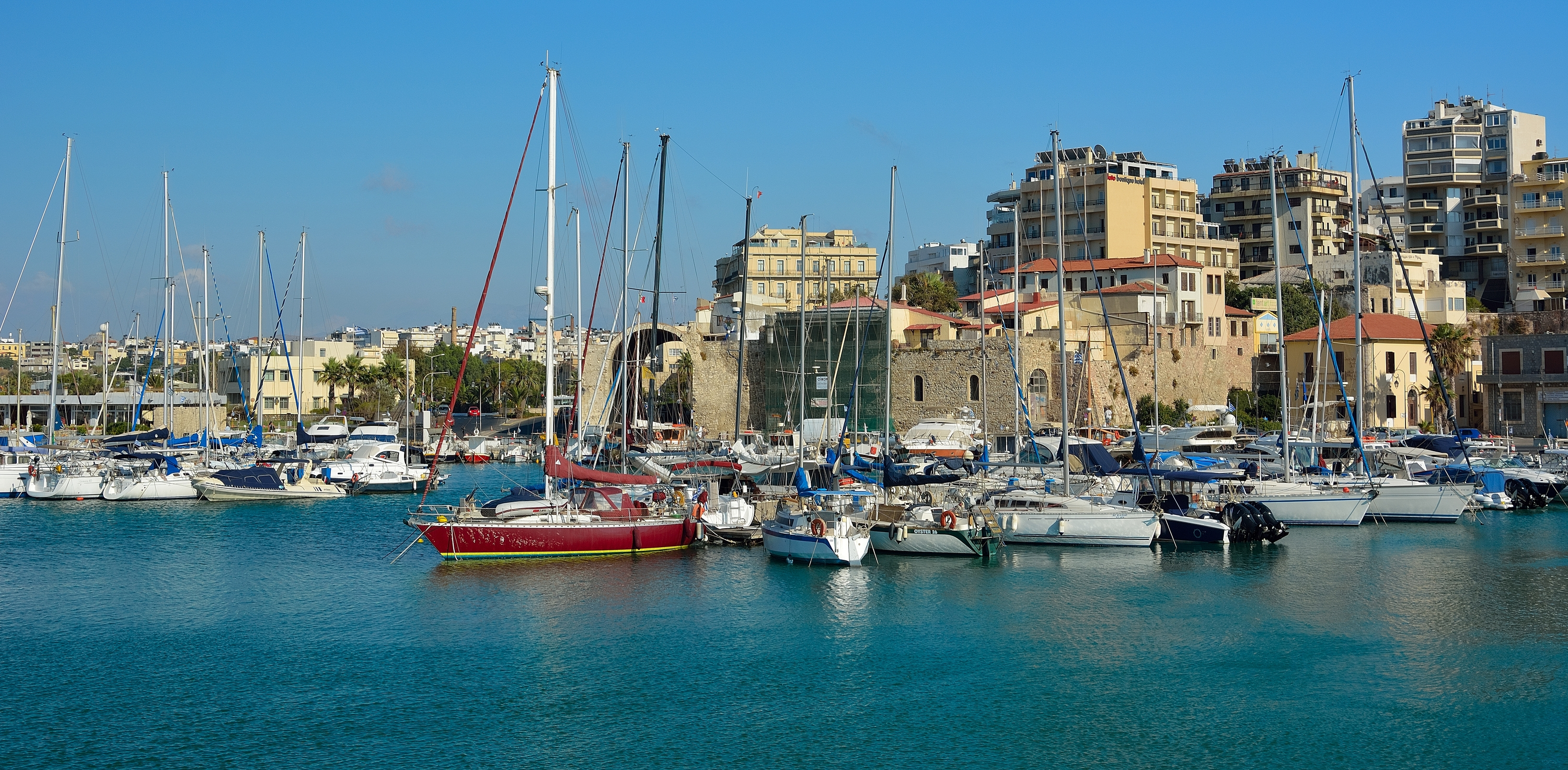
Ираклион

Ира́клион, Гера́клион (греч. Ηράκλειο) — город в Греции, на острове Крит. Административный центр периферии Крит и общины (дима) Ираклион. Другие исторические названия города: Хандак, Мегало-Кастро, Кандия, Хандакас, Гераклея. Назван в честь героя Геракла.

## История
Город был построен на месте небольшой гавани, бывшей, как считается, портом на берегу Критского моря, недалеко от города Кносса — центра минойской цивилизации: Страбон в своей «Географии» (I век) упомянул Ираклион (Ηράκλειον, то есть город Геракла) как морской порт Кносса (Страб., 10.4.7), хотя добавил, что легендарный царь Минос использовал как порт другой городок Амнис (Αμνισῷ). Археологические находки не могут с уверенностью подтвердить, что Ираклион Страбона является предшественником современного города.
Значительно позже арабы, захватив Крит в 824 году, превратили это место в укреплённый форт Хандак, который удерживали в течение 140 лет. Для защиты города арабы построили мощные стены и окружили их глубоким рвом (отсюда и название города, по-арабски значащее «ров»).
В 961 году город был отвоёван византийским полководцем Никифором Фокой после упорной восьмимесячной осады. Хандак был разграблен и разрушен; его богатства на 300 кораблях переправили в Византию. Затем город восстановили под именем Мегало-Кастро, что значит Большая Крепость.
Спустя примерно 250 лет крестоносцы разгромили Византию, и Крит был продан в 1204 году венецианцам. Во времена смуты город оказался в руках пиратов, но в 1211 году Венецианская республика установила здесь своё правление.
В течение венецианского владычества город получил название Кандия (Candia), которое закрепилось за всем островом. В эту эпоху город достиг значительного процветания, венецианцы обнесли его новыми, очень мощными стенами, украсили множеством величественных зданий, фонтанов, площадей, памятников, церквей.
После захвата Константинополя турками в 1453 году многие его жители перебрались в христианскую Кандию, дав толчок культурному развитию. В 1541 году в деревне Фоделе близ Кандии родился великий художник Доменико Теотокопулос (более известный под именем Эль Греко), который получил первые уроки живописи в монастыре Кандии.

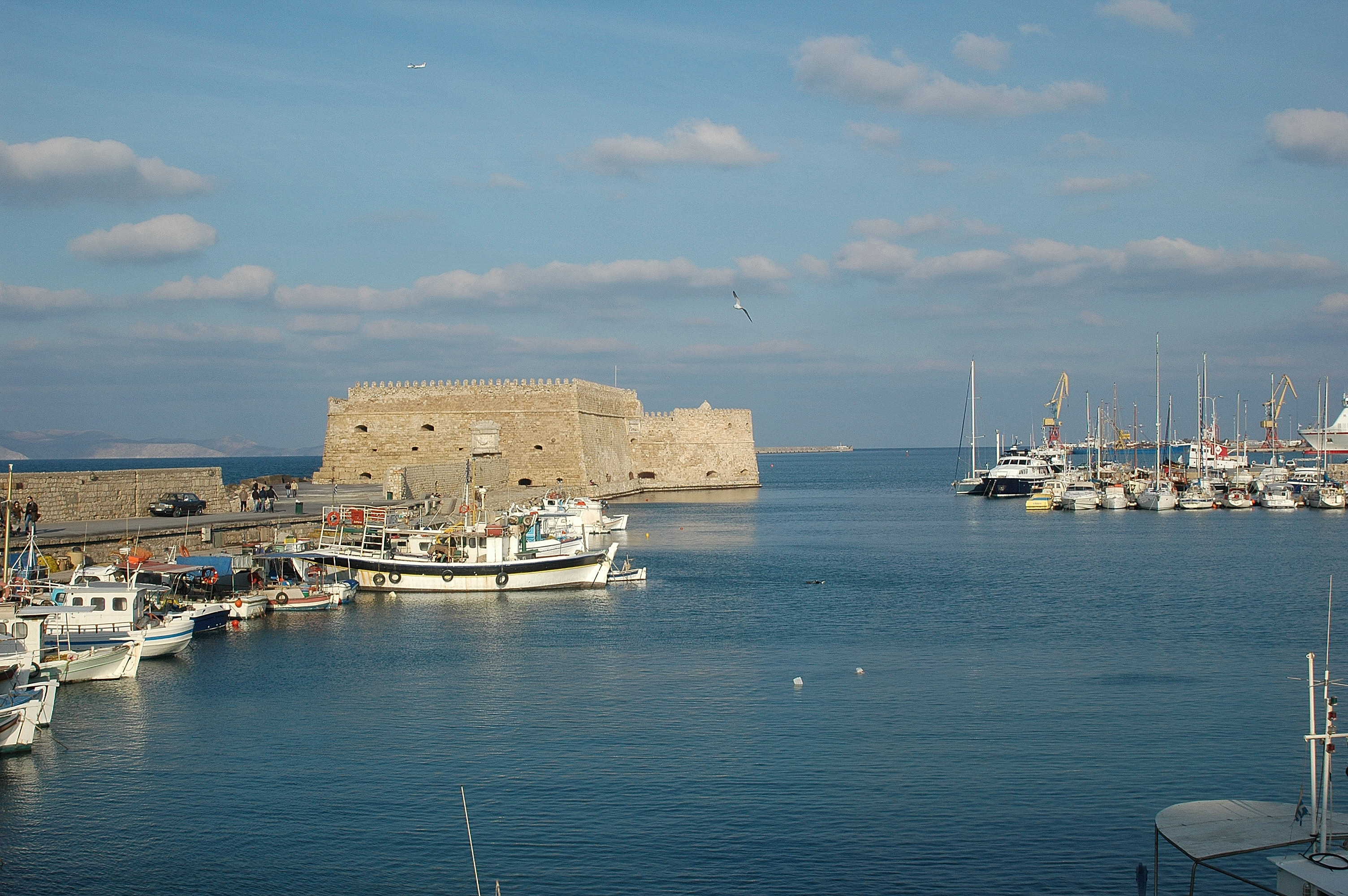
Венецианская крепость Кулес

В 1462 году венецианцы решили построить новую защитную стену, строительство растянулось на сто лет. Каждый житель острова от 14 до 60 лет был призван на работу по возведению крепости в течение одной недели ежегодно. Стена по периметру составляла 4,5 км, а толщина в некоторых местах достигала десятков метров.
В 1645 году турки начали войну за город, растянувшуюся на 24 года. В мае 1667 года турецкая армия под командованием великого визиря Ахмета Кёпрюлю приступила к осаде Кандии. За 28 месяцев осады турки потеряли 108 тысяч человек, венецианцы 29 тысяч. В сентябре 1669 года венецианский военачальник Франческо Морозини сдал крепость, обговорив мирную эвакуацию города.
Город был переименован турками в Хандакас. В начале XIX века Хандакас обрёл своё историческое название — Гераклея, потом Ираклион.
Население его подвергалось страшной резне (1828 и 1897) как месть за поддержку повстанческого движения[какого?].
В 1898 году Крит завоевал независимость под протекторатом европейских держав, а в 1913 году остров после Балканской войны 1912—1913 годов воссоединился с Грецией.
Жители Ираклиона, как и жители критских городов Хания и Ретимнон, прославились в мае 1941 года своим участием в битве за Крит и последующим участием в греческом Сопротивлении в 1941—1944 годах.
С 1971 года город стал административным центром Крита.

## Климат
Климат — средиземноморский. Островное положение города позволяет смягчить колебания температур, поэтому лето в городе прохладнее, чем в большинстве остальных городов с подобным типом климата, а зима ещё теплее.
| Показатель                                | Янв. | Фев. | Март | Апр. | Май  | Июнь | Июль | Авг. | Сен. | Окт. | Нояб. | Дек. | Год  |
| ----------------------------------------- | ---- | ---- | ---- | ---- | ---- | ---- | ---- | ---- | ---- | ---- | ----- | ---- | ---- |
| Средний суточный максимум, °C             | 15,2 | 15,5 | 16,8 | 20,2 | 23,5 | 27,3 | 28,6 | 28,4 | 26,3 | 23,1 | 20,1  | 17,0 | 21,8 |
| Средний суточный минимум, °C              | 9,0  | 9,0  | 9,8  | 12,0 | 14,9 | 19,0 | 21,7 | 21,7 | 19,3 | 16,5 | 13,4  | 10,9 | 14,8 |
| Норма осадков, мм                         | 92   | 77   | 57   | 30   | 15   | 3    | 1    | 0,7  | 20   | 69   | 59    | 77   | 501  |
| Температура воды, °C                      | 16   | 16   | 18   | 18   | 22   | 22   | 25   | 25   | 24   | 24   | 20    | 20   | 21   |
| Источник: svali.ru - Туристический портал |      |      |      |      |      |      |      |      |      |      |       |      |      |

## Общинное сообщество Ираклион
В общинное сообщество Ираклион входят 11 населённых пунктов.
Площадь 52 444 квадратных километра.
| Населённый пункт | Население (2011), человек |
| ---------------- | ------------------------- |
| Айия-Ирини       | 91                        |
| Атанати          | 181                       |
| Влихья           | 52                        |
| Гурне            | 639                       |
| Дракульярис      | 82                        |
| Ираклион         | 140 730                   |
| Кносс            | 300                       |
| Лофуполис        | 572                       |
| Маратитис        | 809                       |
| Семели           | 142                       |
| Финикья          | 824                       |

## Население
Население 144 422 жителя по переписи 2011 года.
| Год  | Население, человек |
| ---- | ------------------ |
| 1991 | 121 872            |
| 2001 | 135 761            |
| 2011 | ↗ 140 730          |

## Транспорт
Авиационное обслуживание Ираклиона осуществляет аэропорт «Никос Казандзакис».

## Достопримечательности

### Культовые здания

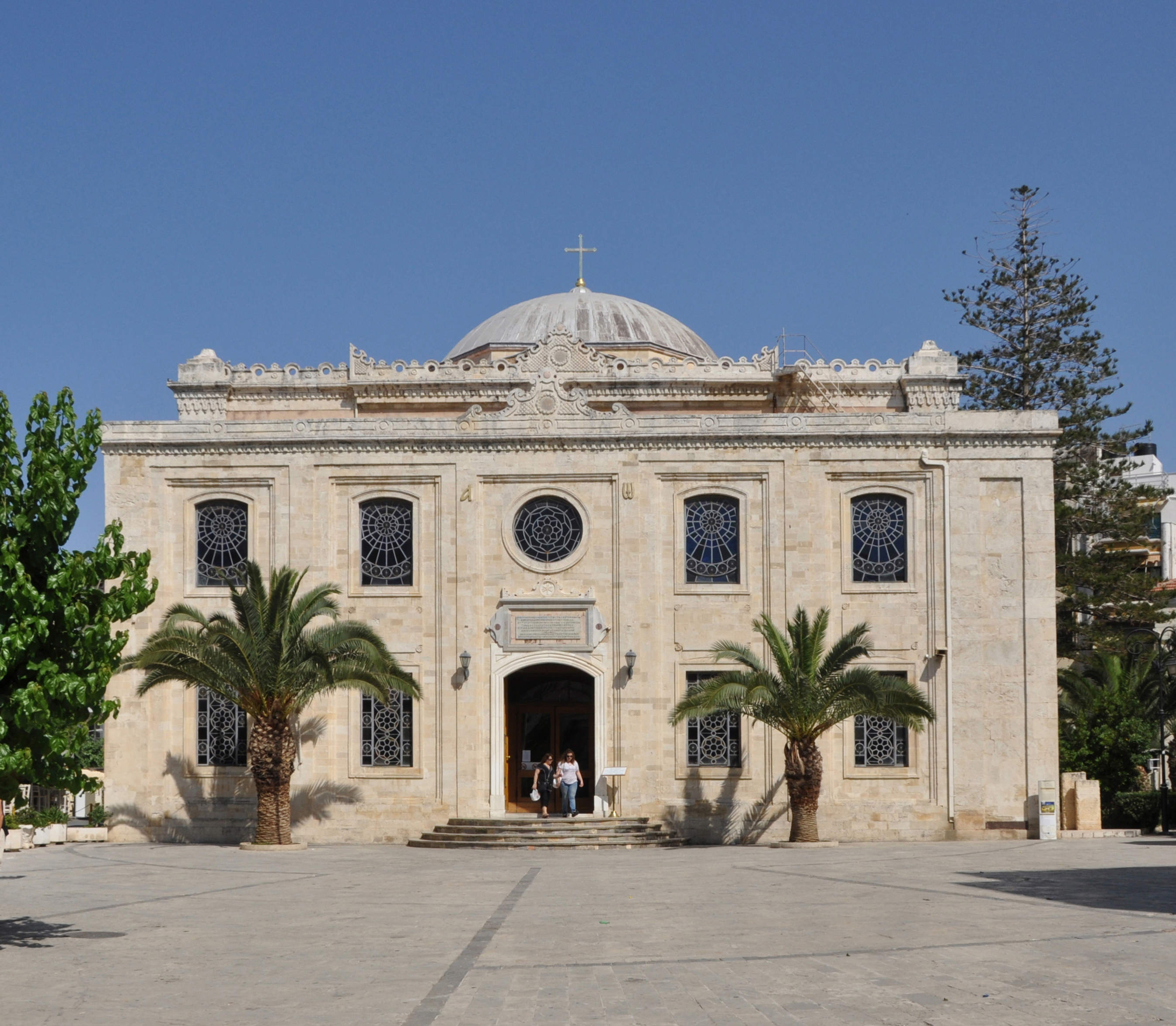
Собор Святого Тита
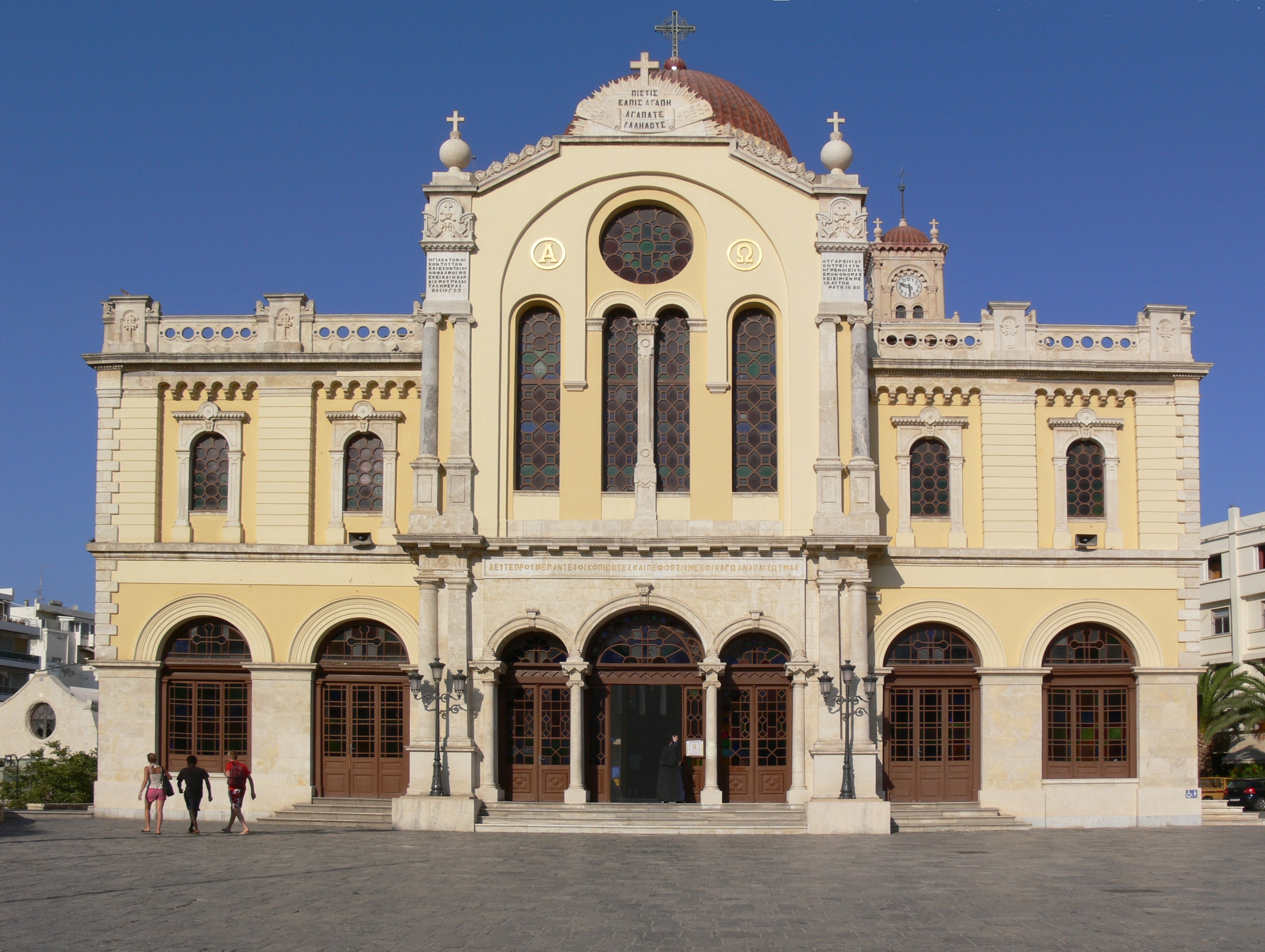
Собор Святого Мины
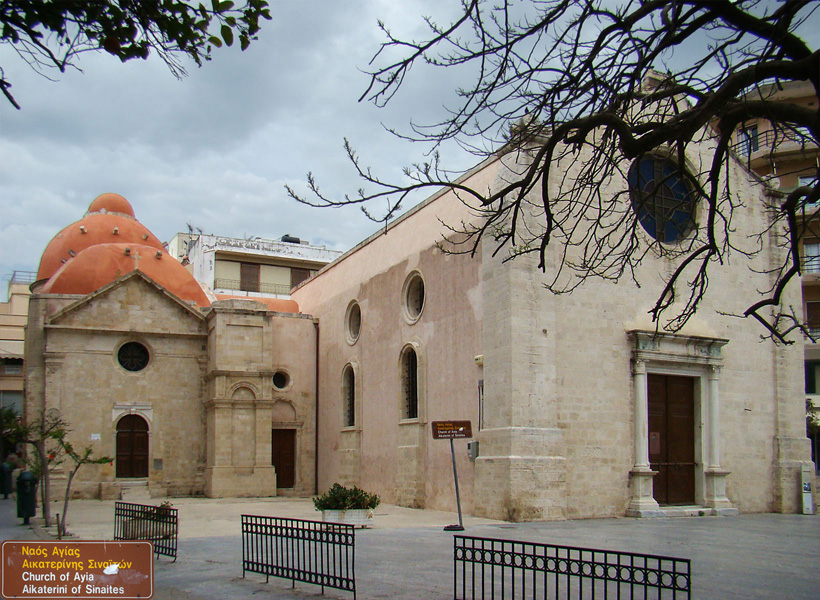
Церковь Святой Екатерины
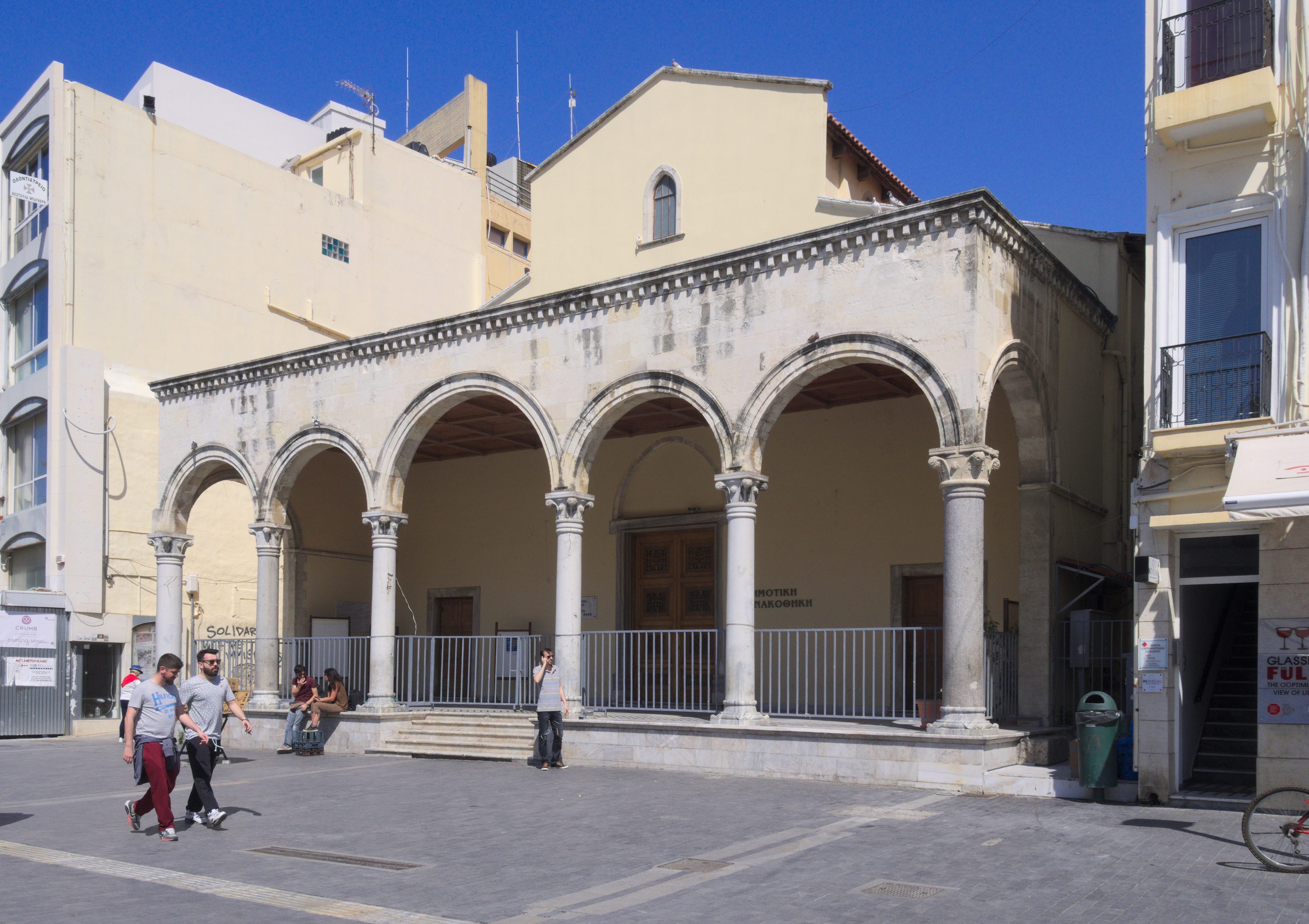
Собор Святого Марка

### Архитектура

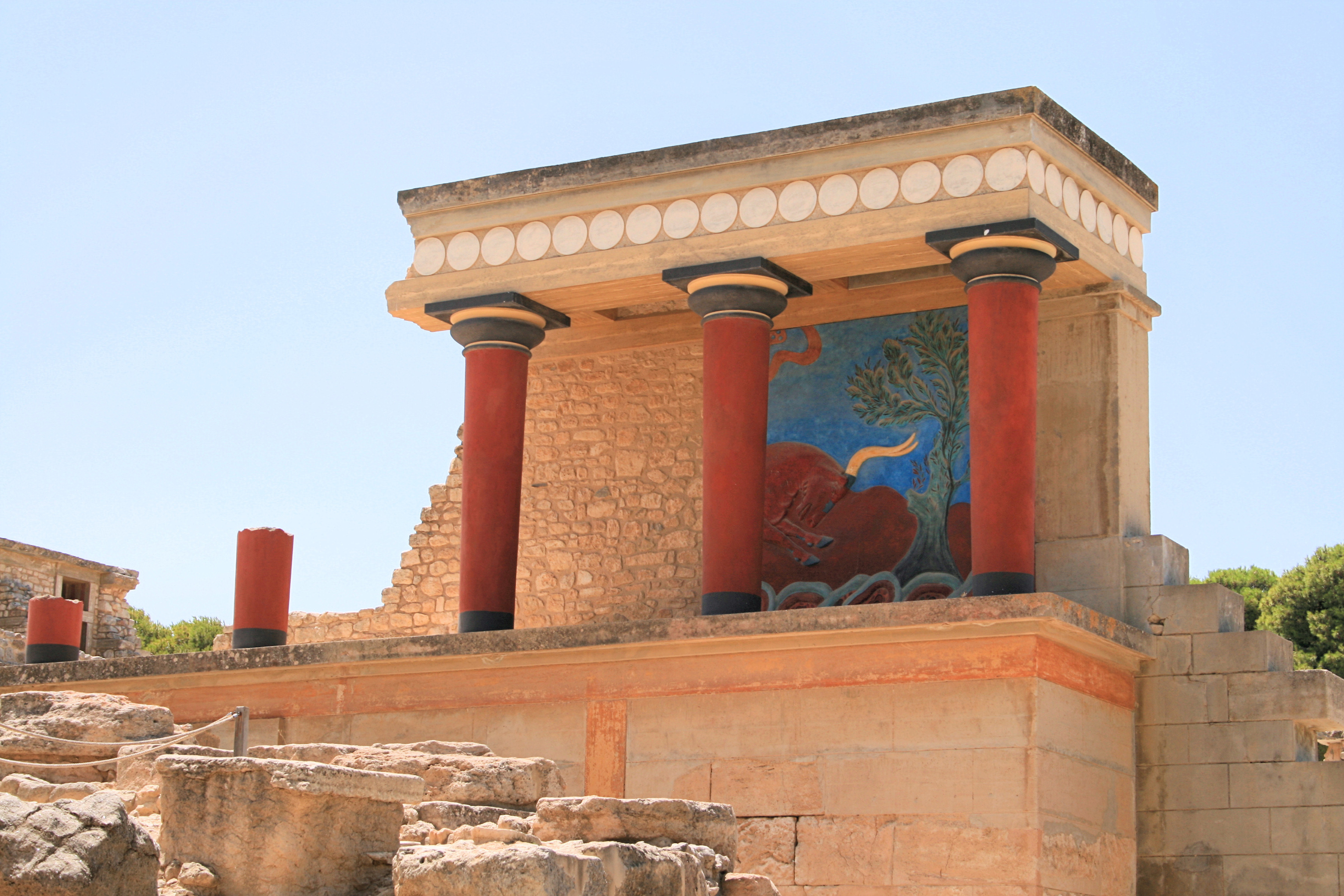
Кносский дворец
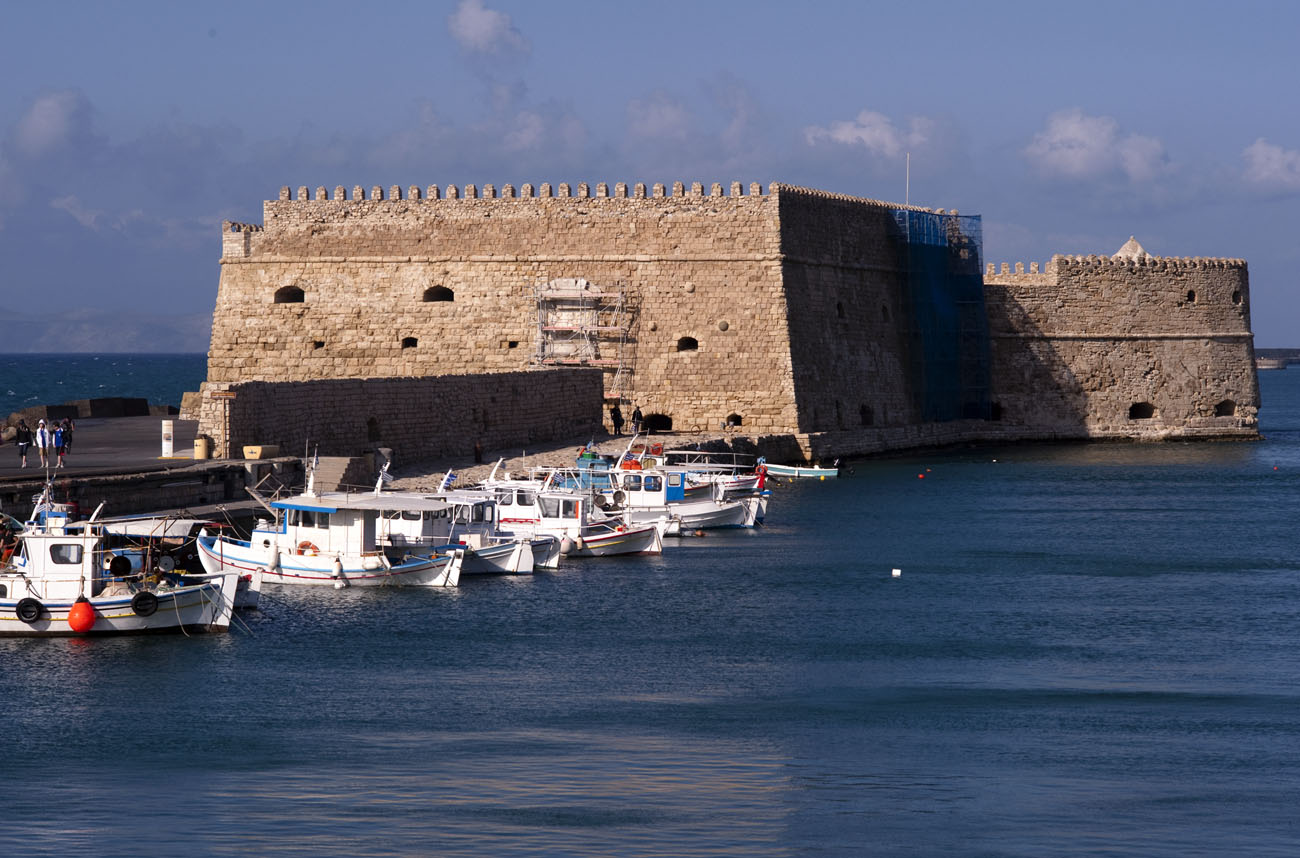
Крепость Кулес
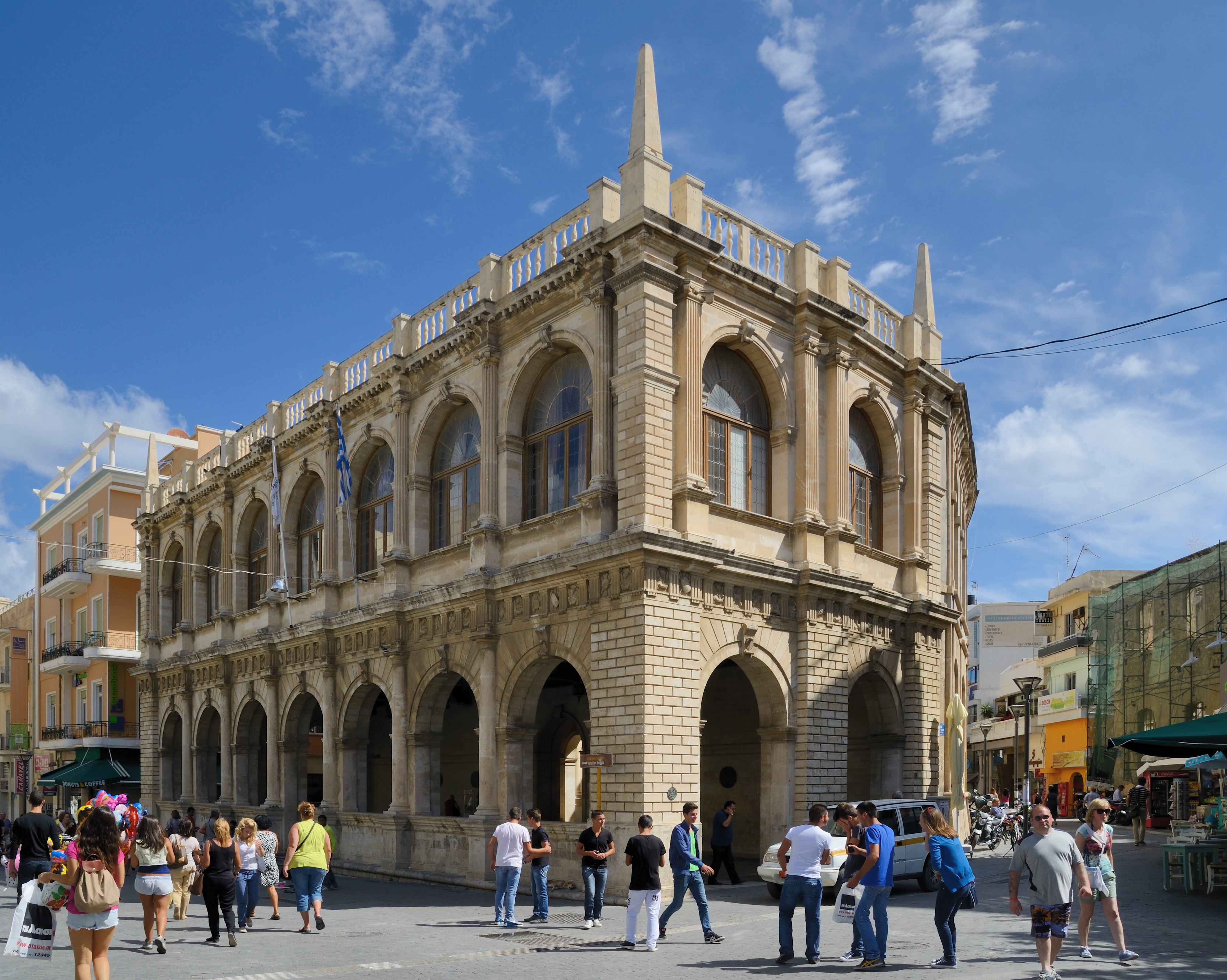
Венецианская лоджия
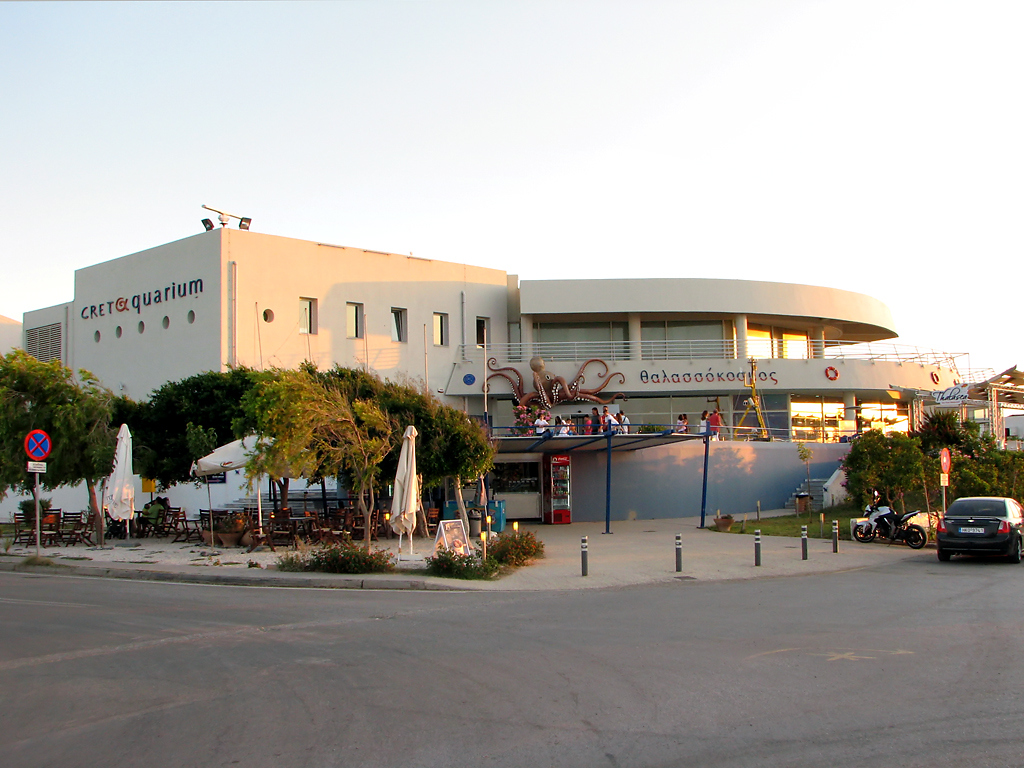
Аквариум Крита
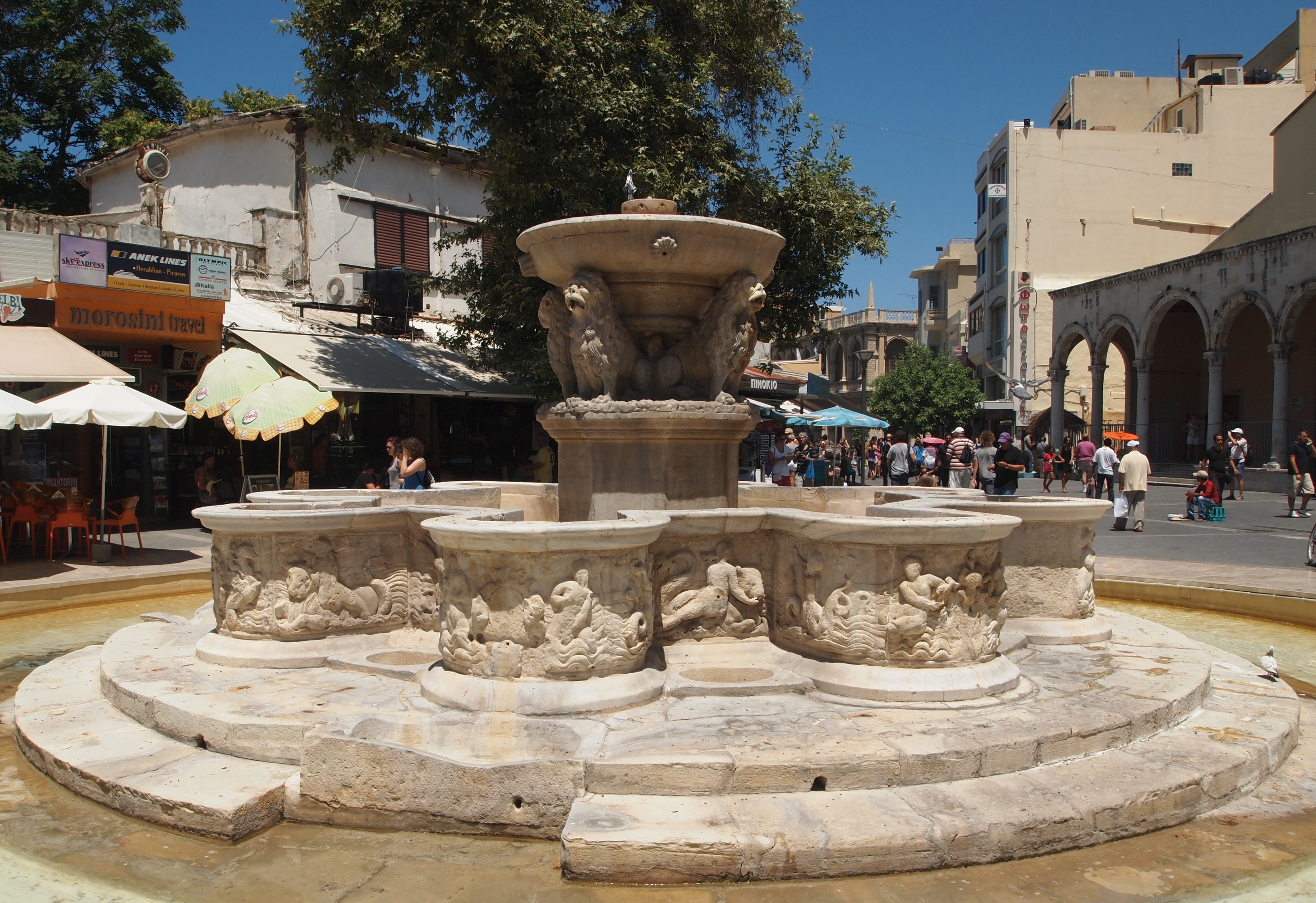
Площадь Львов Фонтан Морозини
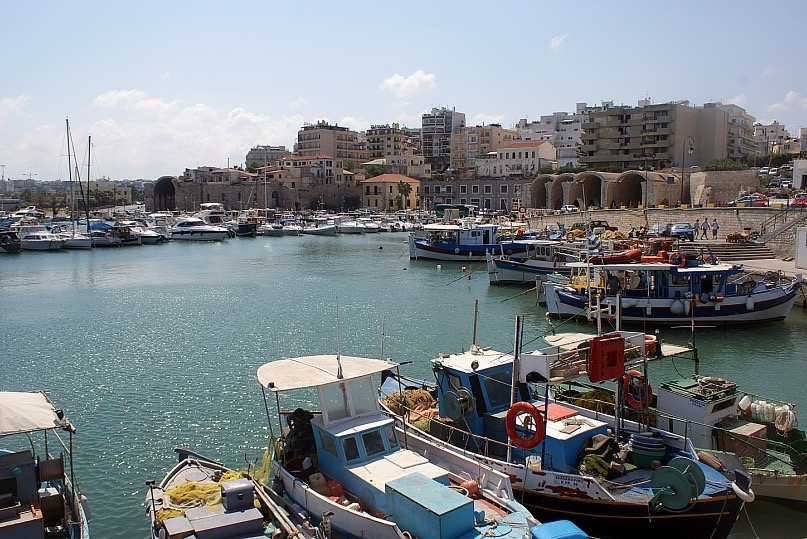
Порт Ираклиона
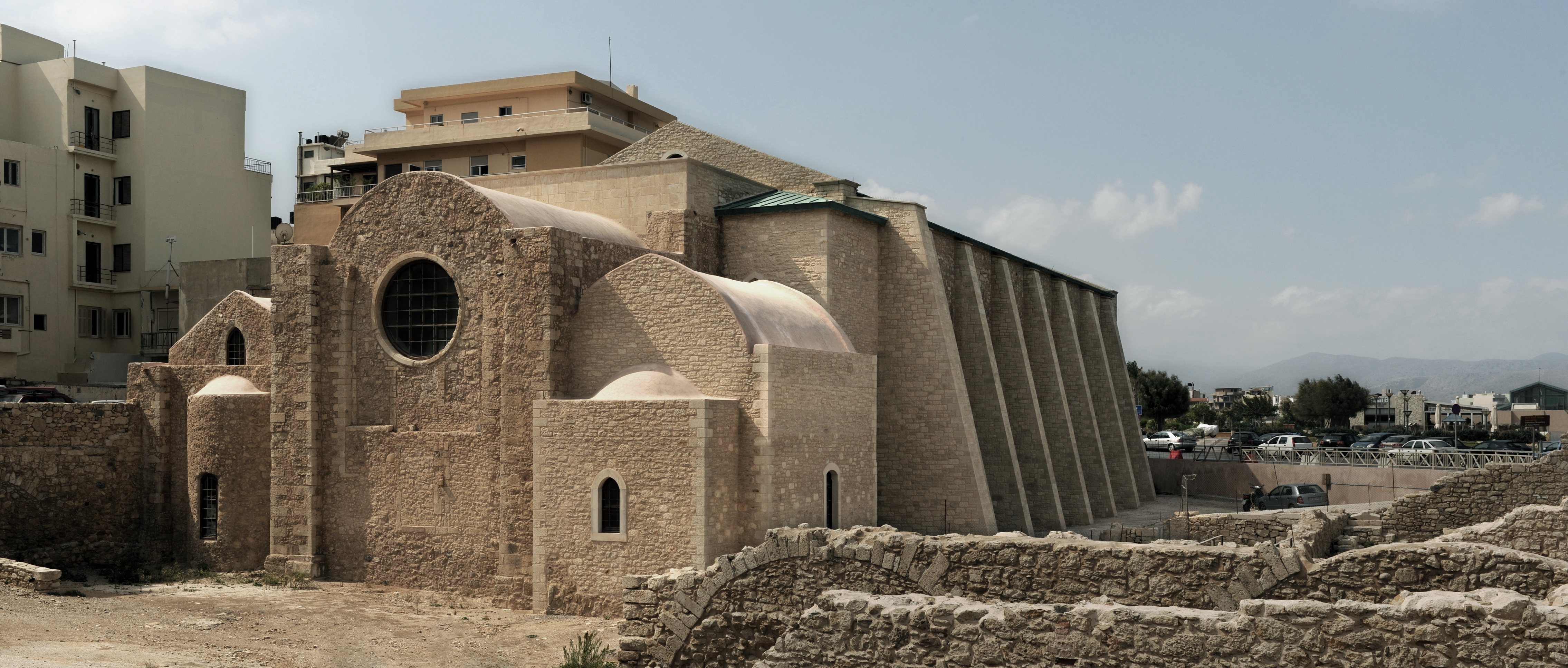
Монастырь Святого Петра
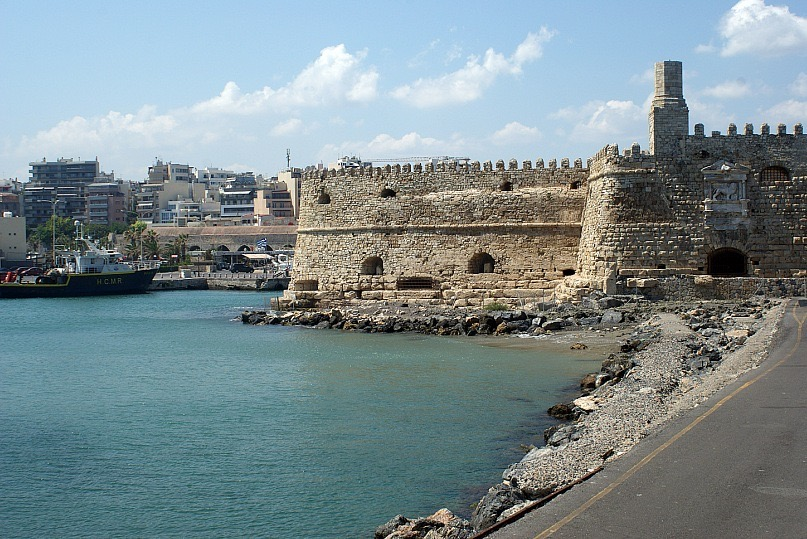
Вид на крепость Кулес из порта

### Музеи

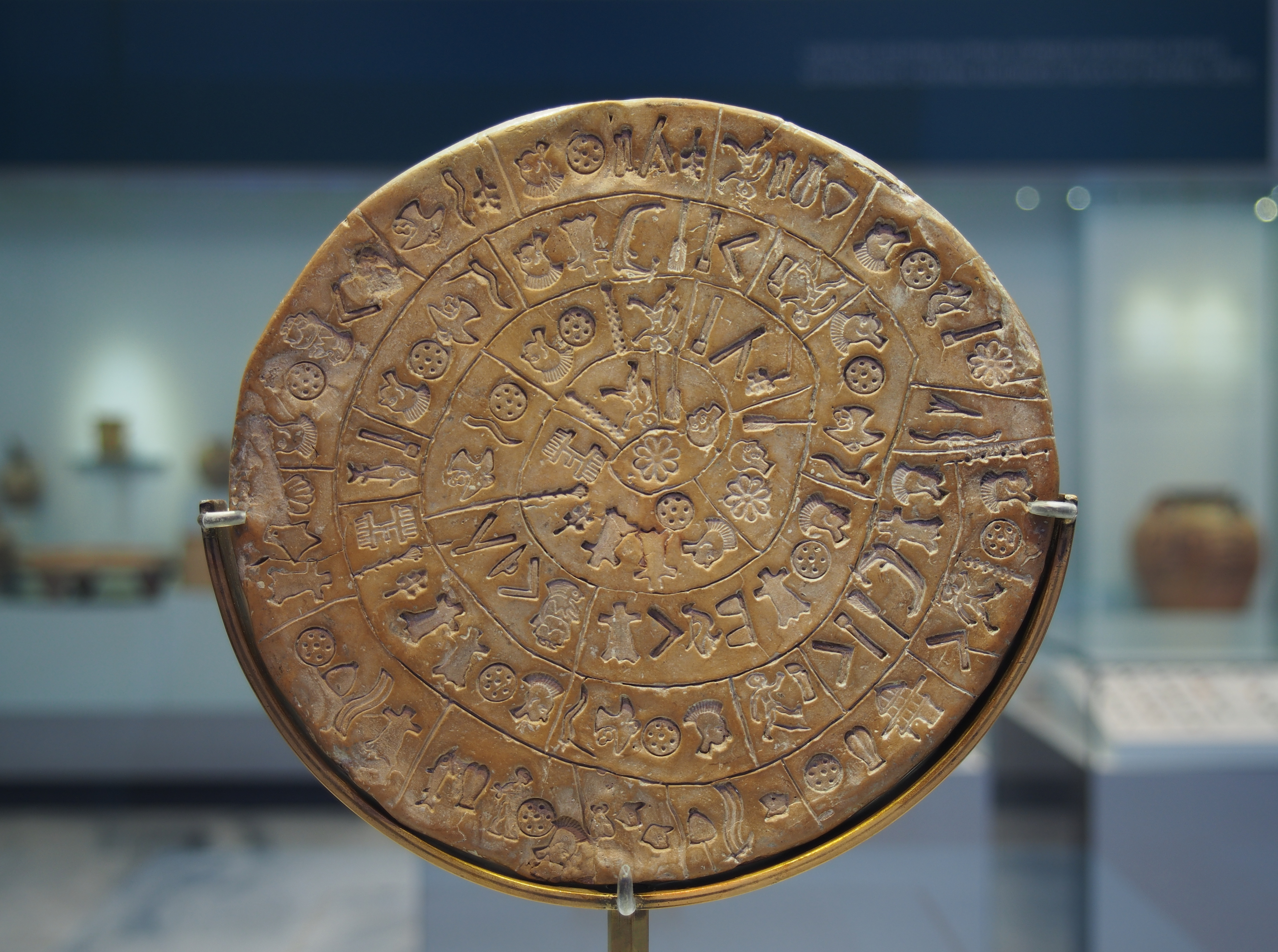
Археологический музей (Фестский диск)
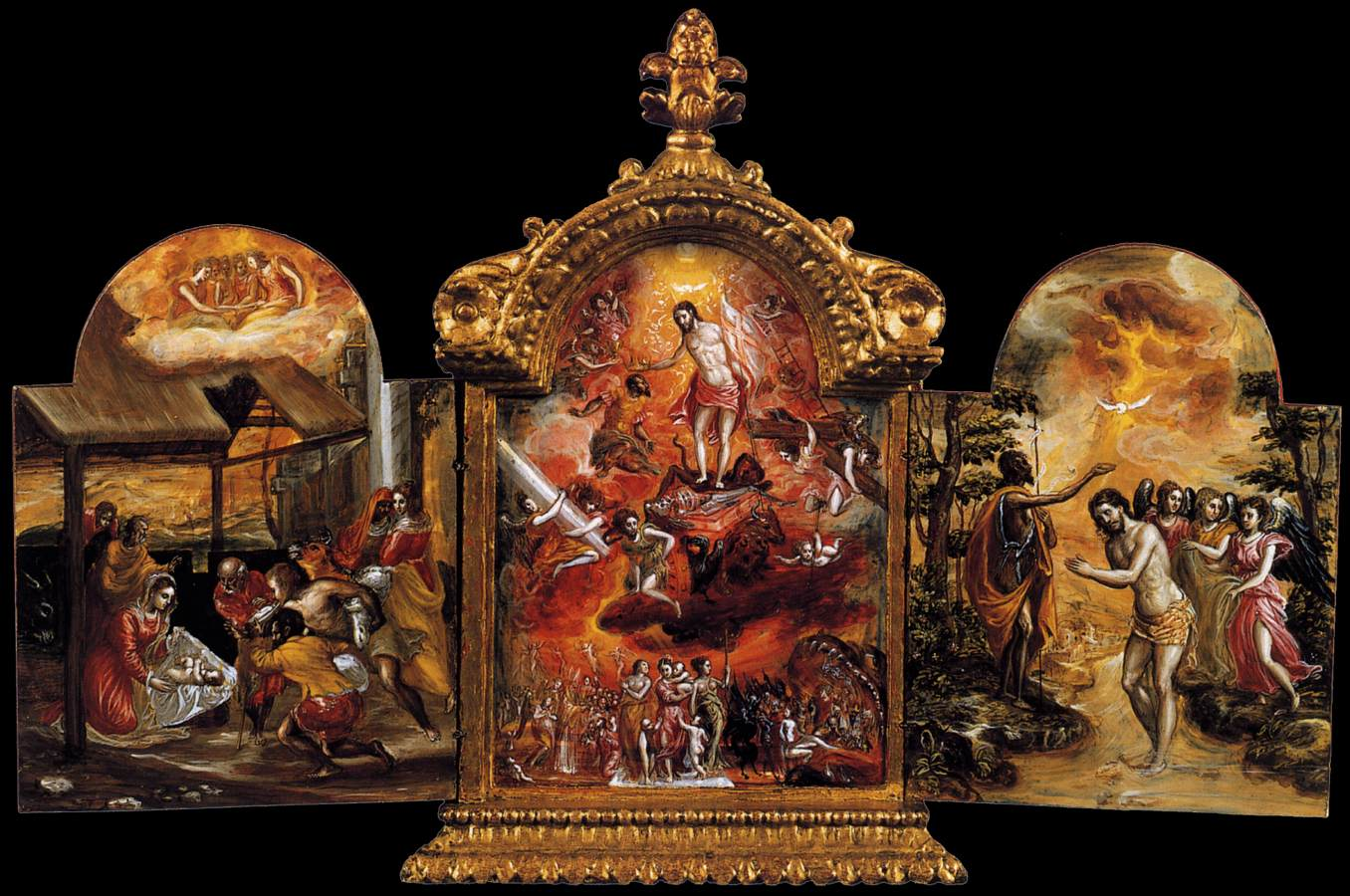
Исторический музей Крита
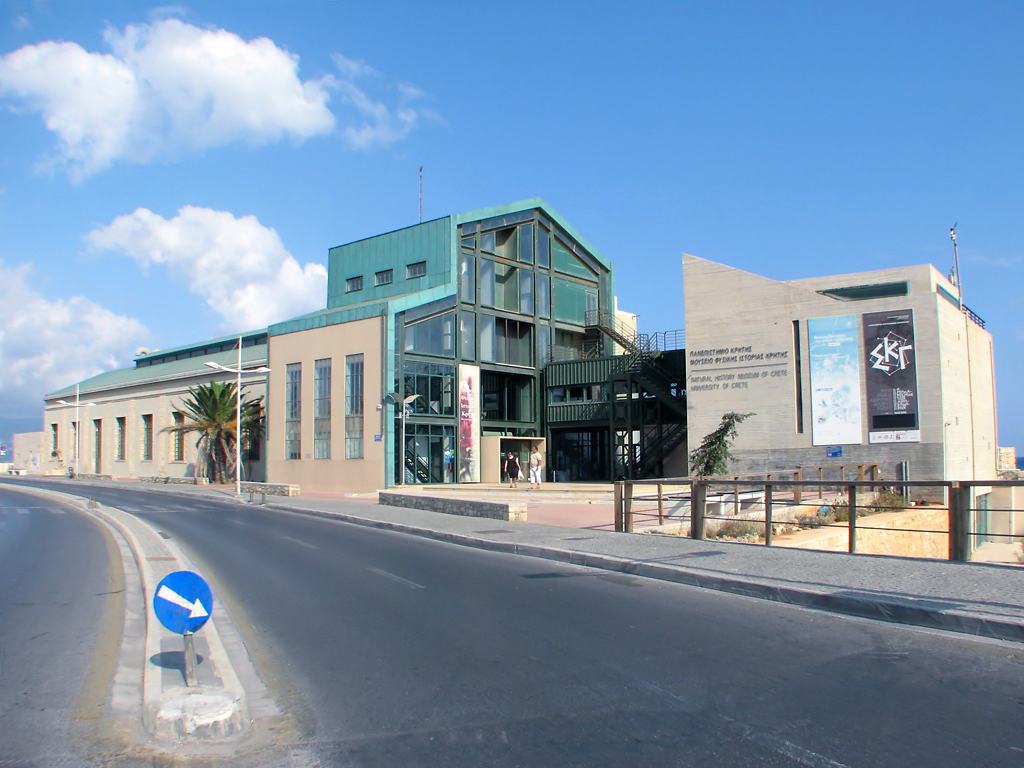
Музей естественной истории
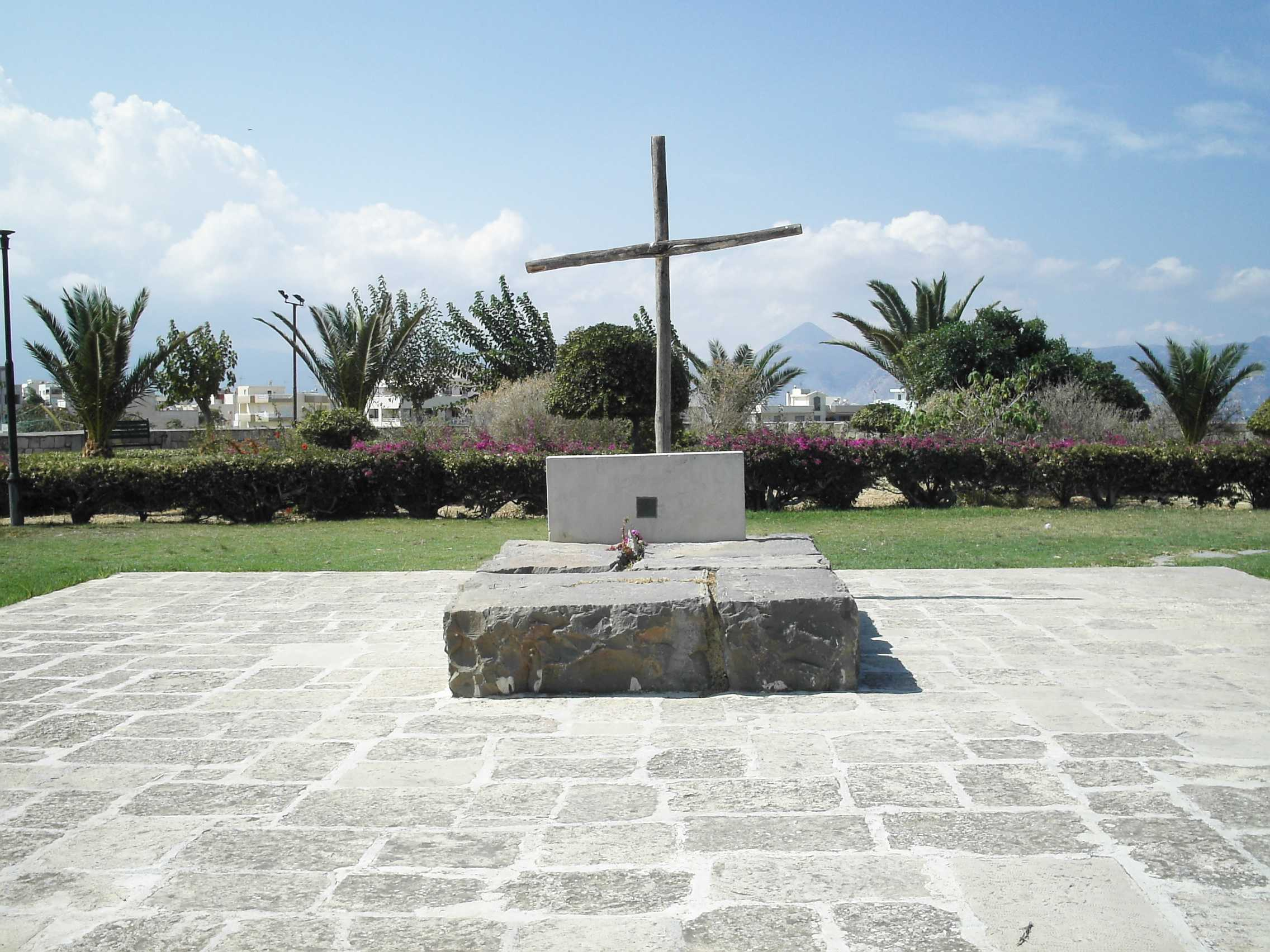
Музей Никоса Казандзакиса
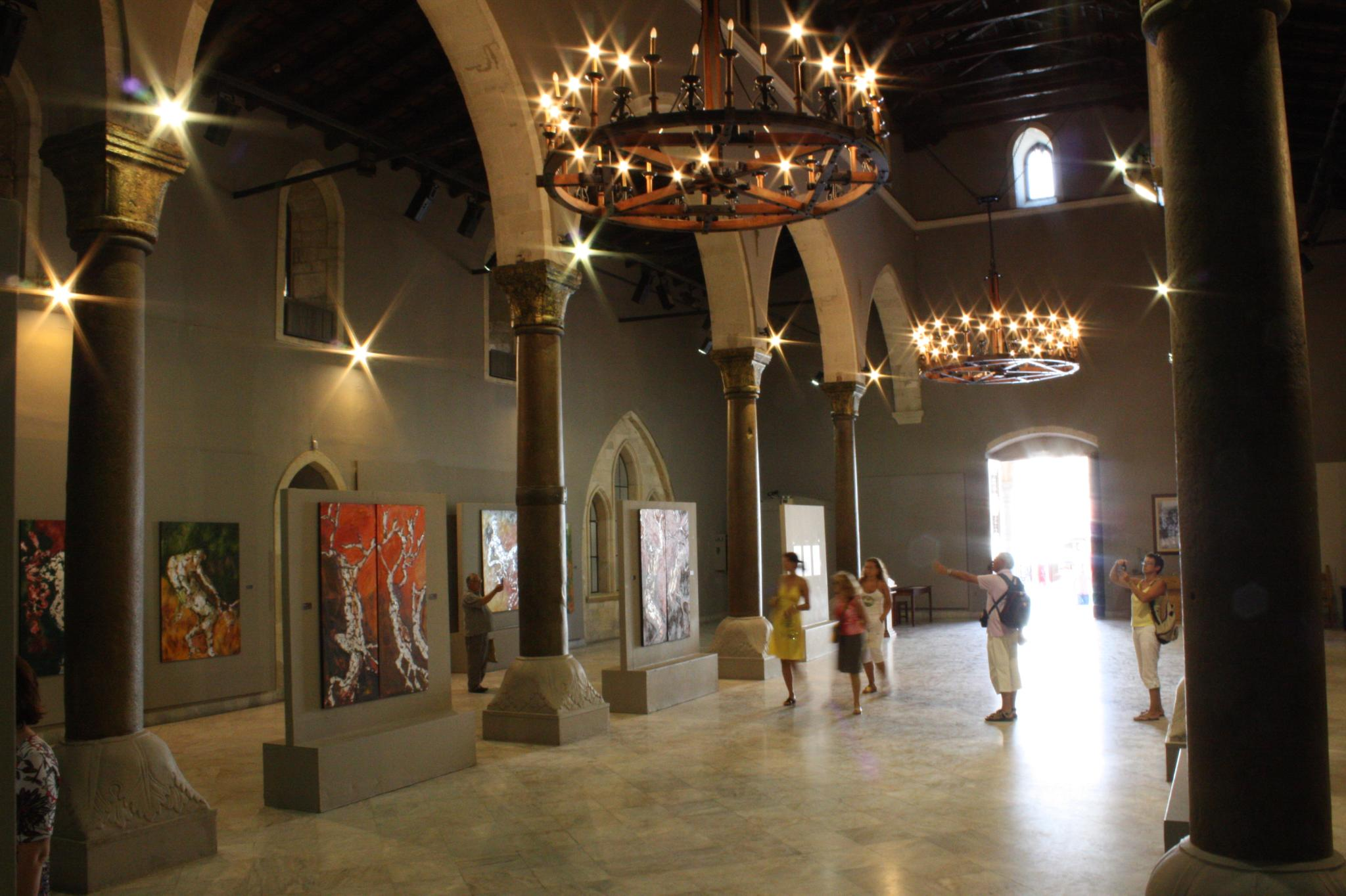
Музей изобразительных искусств
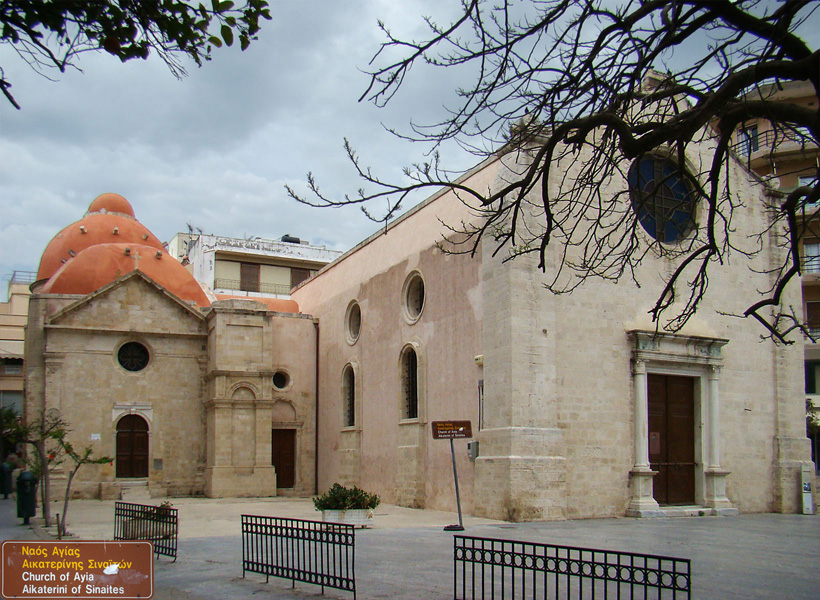
Музей церковного искусства

## Города-побратимы
- Ретимнон, Греция
- Агиос-Николаос, Греция
- Ханья, Греция
- Афины, Греция
- Пирей, Греция
- Александрия, Египет
- Суэц, Египет
- Могадишо, Сомали
- Сочи, Россия
- Новороссийск, Россия
- Москва, Россия
- Санкт-Петербург, Россия
- Владивосток, Россия
- Пермь, Россия
- Челябинск, Россия
- Нижний Новгород, Россия
- Нью-Йорк, США
- Лос-Анджелес, США
- Дубай, ОАЭ